# Carahili
Carahili ist eine osttimoresische Siedlung im Suco Acumau (Verwaltungsamt Remexio, Gemeinde Aileu).

## Geographie
Die Siedlung Carahili liegt im Westen der Aldeia Aimerahun, auf einer Meereshöhe von 862 m. Sie befindet sich einen halben Kilometer nordwestlich von Remexio dem Hauptort des Verwaltungsamtes und des Sucos, an der Straße nach Leroliça, die westlich weiter in die Landeshauptstadt Dili führt. Auf einer Straße nach Nordosten kommt man zur Siedlung Remexio Lama.
Carahili befindet sich an einem Nordhang. Nach Norden hin fällt das Land innerhalb von einem Kilometer auf eine Meereshöhe von etwa 400 m herab zu einem Quellfluss des Quiks.